# Episodi di The Catch (prima stagione)
La prima stagione della serie televisiva The Catch è stata trasmessa negli Stati Uniti per la prima volta dall'emittente ABC dal 24 marzo al 19 maggio 2016.
In Italia, la stagione è andata in onda in prima visione satellitare su Fox Life, canale a pagamento della piattaforma Sky, dal 2 maggio al 4 luglio 2016.
| n° | Titolo originale          | Titolo italiano       | Prima TV USA   | Prima TV Italia |
| -- | ------------------------- | --------------------- | -------------- | --------------- |
| 1  | The Pilot                 | I preparativi         | 24 marzo 2016  | 2 maggio 2016   |
| 2  | The Real Killer           | Il vero assassino     | 31 marzo 2016  | 9 maggio 2016   |
| 3  | The Trail                 | Trial clinico         | 7 aprile 2016  | 16 maggio 2016  |
| 4  | The Princess and the I.P. | La principessa e l'IP | 14 aprile 2016 | 23 maggio 2016  |
| 5  | The Laragan Gambit        | Il debito             | 21 aprile 2016 | 30 maggio 2016  |
| 6  | The Benefactor            | Il benefattore        | 28 aprile 2016 | 6 giugno 2016   |
| 7  | The Ringer                | Ringer                | 5 maggio 2016  | 13 giugno 2016  |
| 8  | The Package               | Il pacchetto          | 12 maggio 2016 | 20 giugno 2016  |
| 9  | The Happy Couple          | La coppia felice      | 19 maggio 2016 | 27 giugno 2016  |
| 10 | The Wedding               | Il matrimonio         | 19 maggio 2016 | 4 luglio 2016   |